# Intel 80186

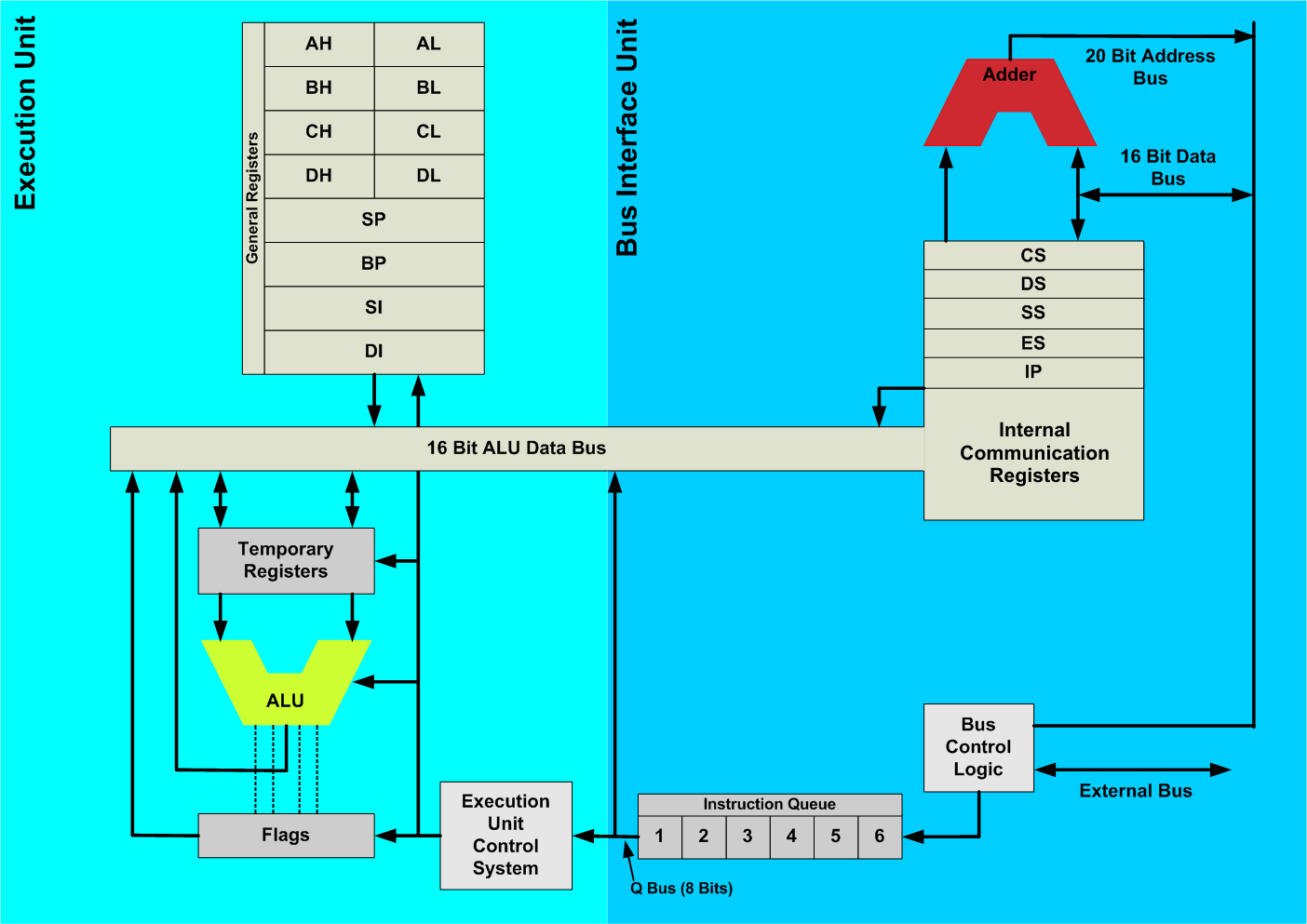
Arquitectura 80186.

El 80186 és un microprocessador que va ser desenvolupat per Intel el 1982. El 80186 va ser una millora de l'Intel 8086 i l'Intel 8088. Igual que en el 8086, hi havia un bus extern de 16 bits i també disponible a l'Intel 80188, amb un bus extern de dades de 8 bits. La freqüència de rellotge inicial per al 80186 i el 80188 va ser de 6 MHz, però degut a una millora del maquinari per al microcodi, especialment per al càlcul d'adreces, moltes de les instruccions individuals corrien més ràpid que en un 8086 amb la mateixa freqüència de rellotge. Tenia una velocitat de procés mitjana d'1 milió d'instruccions per segon.
S'utilitza generalment com processador encastat (més o menys comparable a un microcontrolador). No se'ls utilitza en molts PCs, però hi ha algunes excepcions: El Wang Office Assistant, comercialitzat com un processador de texts que utilitza un subconjunt del seu WP processador de texts WP; El Mindset; El Siemens PC-D (Siemens' primera linea de PCs DOS, que executava MS-DOS v2.11 encara que el seu maquinari no fos 100% IBM PC-compatible); El Compis (un ordinador escol·lar suec); El RM Nimbus (un ordinador escolar britànic); El Unisys ICON (un ordinador escolar canadenc); ORB Computer per ABS; El HP 200lx; El Tandy 2000 desktop; i el Philips :YES. Un altre fabricant britànic d'equips, Acorn, va crear un plug-in per al segon processador que contenia el xip 80188 juntament amb una varietat de xips i de suport 512 KB de RAM – per tant, la Master 512 system.
Una de les principals funcions de les sèries 80186/80188 va ser la reducció del nombre de xips necessaris, incloent característiques tals com un controlador DMA, controlador d'interrupcions, rellotges, i lògica chip select.
S'hi van afegir les següents noves instruccions:
```
ENTER Make stack frame for procedure parameters
LEAVE High-level procedure exit
PUSHA Push all general registers
POPA Pop all general registers
BOUND Check array index against bounds
UD2 Generate invalid opcode exception
INS Input from port to string
OUTS Output string to port
```